# Olympische Sommerspiele 1912/Teilnehmer (Belgien)
| Gelbes Symbol für Goldmedaillen mit stilisierten Olympischen Ringen | Graues Symbol für Silbermedaillen mit stilisierten Olympischen Ringen | Braundes Symbol für Bronzemedaillen mit stilisierten Olympischen Ringen |
| ------------------------------------------------------------------- | --------------------------------------------------------------------- | ----------------------------------------------------------------------- |
| 2                                                                   | 1                                                                     | 3                                                                       |

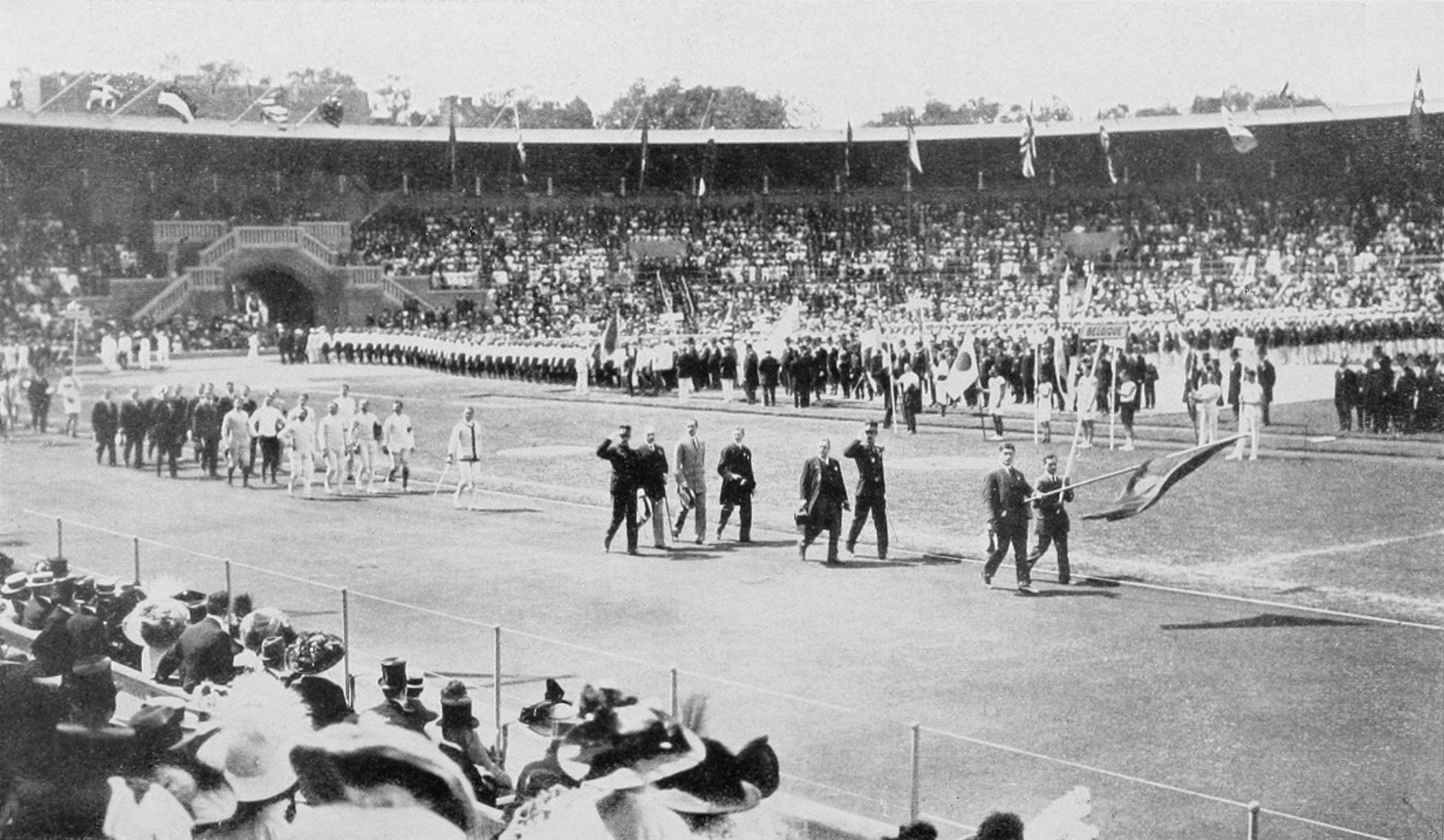
Die belgische Mannschaft bei der Eröffnungsfeier

Belgien nahm an den Olympischen Sommerspielen 1912 in Stockholm, Schweden, mit einer Delegation von 36 Sportlern teil. Dabei konnten die Athleten zwei Gold-, eine Silber- und drei Bronzemedaillen gewinnen.

## Medaillengewinner

### Gold
| Name | Sportart | Wettkampf        |
| --- | -------- | ---------------- |
| Paul Anspach | Fechten  | Degen Einzel     |
| Paul Anspach Henri Anspach Robert Hennet Fernand de Montigny Jacques Ochs François Rom Gaston Salmon Victor Willems | Fechten  | Degen Mannschaft |

### Silber
| Name             | Sportart | Wettkampf |
| ---------------- | -------- | --------- |
| Polydore Veirman | Rudern   | Einer     |

### Bronze
| Name | Sportart   | Wettkampf           |
| --- | ---------- | ------------------- |
| Emmanuel de Blommaert | Reiten     | Springreiten Einzel |
| Philippe Le Hardy de Beaulieu | Fechten    | Degen Einzel        |
| Albert Durant Herman Donners Victor Boin Herman Meyboom Joseph Pletincx Oscar Grégoire Félicien Courbet Jean Hoffman Pierre Nijs | Wasserball | Männer              |

## Teilnehmer nach Sportarten

### Fechten
| Athlet | Disziplin          | Erste Runde       | Erste Runde       | Viertelfinale  | Viertelfinale  | Halbfinale     | Halbfinale     | Finale          | Finale         |
| Athlet | Disziplin          | Ergebnis          | Platz             | Ergebnis       | Platz          | Ergebnis       | Platz          | Ergebnis        | Platz          |
| --- | ------------------ | ----------------- | ----------------- | -------------- | -------------- | -------------- | -------------- | --------------- | -------------- |
| Henri Anspach | Florett – Einzel   | 1 verloren        | Erster            | 1 verloren     | Erster         | 3 verloren     | Vierter        | nicht erreicht  | nicht erreicht |
| Henri Anspach | Degen – Einzel     | Freilos           | Freilos           | 0 verloren     | Erster         | 2 verloren     | Dritter        | nicht erreicht  | nicht erreicht |
| Paul Anspach | Florett – Einzel   | 0 verloren        | Erster            | 2 verloren     | Zweiter        | 2 verloren     | Dritter        | nicht erreicht  | nicht erreicht |
| Paul Anspach | Degen – Einzel     | 1 verloren        | Erster            | 2 verloren     | Erster         | 0 verloren     | Zweiter        | 6–1             | Olympiasieger  |
| Marcel Berré | Florett – Einzel   | 0 verloren        | Erster            | 3 verloren     | Vierter        | nicht erreicht | nicht erreicht | nicht erreicht  | nicht erreicht |
| Marcel Berré | Degen – Einzel     | 4 verloren        | Sechster          | nicht erreicht | nicht erreicht | nicht erreicht | nicht erreicht | nicht erreicht  | nicht erreicht |
| Victor Boin | Degen – Einzel     | 0 verloren        | Erster            | 2 verloren     | Zweiter        | 2 verloren     | Erster         | 4–3             | Vierter        |
| Fernand de Montigny | Florett – Einzel   | 1 verloren        | Zweiter           | 3 verloren     | Vierter        | nicht erreicht | nicht erreicht | nicht erreicht  | nicht erreicht |
| Fernand de Montigny | Degen – Einzel     | 2 verloren        | Zweiter           | 3 verloren     | Vierter        | nicht erreicht | nicht erreicht | nicht erreicht  | nicht erreicht |
| Robert Hennet | Florett – Einzel   | 1 verloren        | Erster            | 1 verloren     | Erster         | 3 verloren     | Fünfter        | nicht erreicht  | nicht erreicht |
| Philippe Le Hardy de Beaulieu                                                                                           | Degen – Einzel     | 3 verloren        | Zweiter           | 0 verloren     | Erster         | 2 verloren     | Erster         | Vierter–Dritter | Dritter        |
| Jacques Ochs | Florett – Einzel   | 1 verloren        | Erster            | 3 verloren     | Vierter        | nicht erreicht | nicht erreicht | nicht erreicht  | nicht erreicht |
| Jacques Ochs | Degen – Einzel     | 1 verloren        | Erster            | 4 verloren     | Verloren       | nicht erreicht | nicht erreicht | nicht erreicht  | nicht erreicht |
| Gaston Salmon | Florett – Einzel   | 3 verloren        | Vierter           | DNS            | DNS            | nicht erreicht | nicht erreicht | nicht erreicht  | nicht erreicht |
| Gaston Salmon | Degen – Einzel     | 3 losses          | 4                 | nicht erreicht | nicht erreicht | nicht erreicht | nicht erreicht | nicht erreicht  | nicht erreicht |
| Léon Tom | Florett – Einzel   | 0 verloren        | Erster            | 4 verloren     | Fünfter        | nicht erreicht | nicht erreicht | nicht erreicht  | nicht erreicht |
| Léon Tom | Degen – Einzel     | 2 verloren        | Zweiter           | 1 verloren     | Erster         | 1 verloren     | Erster         | 1–6             | Siebter        |
| Victor Willems | Florett – Einzel   | 1 verloren        | Erster            | 1 verloren     | Erster         | 3 verloren     | Dritter        | nicht erreicht  | nicht erreicht |
| Victor Willems | Degen – Einzel     | 3 verloren        | Vierter           | nicht erreicht | nicht erreicht | nicht erreicht | nicht erreicht | nicht erreicht  | nicht erreicht |
| Henri Anspach Paul Anspach Marcel Berré Robert Hennet Philippe Le Hardy de Beaulieu Jacques Ochs Gaston Salmon Léon Tom | Säbel – Mannschaft | nicht ausgetragen | nicht ausgetragen | 1–0            | Erster         | 1–2            | Dritter        | nicht erreicht  | nicht erreicht |
| Henri Anspach Paul Anspach Fernand de Montigny Robert Hennet Jacques Ochs François Rom Gaston Salmon Victor Willems     | Degen – Mannschaft | nicht ausgetragen | nicht ausgetragen | 1–0            | Erster         | 2–1            | Zweiter        | 3–0             | Olympiasieger  |

### Leichtathletik
| Athlet           | Disziplin | Vorlauf           | Vorlauf           | Halbfinale     | Halbfinale       | Finale         | Finale         |
| Athlet           | Disziplin | Ergebnis          | Platz             | Ergebnis       | Platz            | Ergebnis       | Platz          |
| ---------------- | --------- | ----------------- | ----------------- | -------------- | ---------------- | -------------- | -------------- |
| Léon Aelter      | 100 m     | k. A.             | Zweiter           | k. A.          | Fünfter          | nicht erreicht | nicht erreicht |
| Léon Aelter      | 200 m     | k. A.             | Dritter           | nicht erreicht | nicht erreicht   | nicht erreicht | nicht erreicht |
| François Delloye | 1500 m    | nicht ausgetragen | nicht ausgetragen | k. A.          | Sechster-Siebter | nicht erreicht | nicht erreicht |

### Radsport
| Athlet     | Disziplin                 | Finale | Finale |
| Athlet     | Disziplin                 | Zeit   | Platz  |
| ---------- | ------------------------- | ------ | ------ |
| Jean Patou | Einzelzeitfahren (320 km) | DNF    | DNF    |

### Reiten
| Athlet                | Pferd      | Disziplin        | Finale      | Finale |
| Athlet                | Pferd      | Disziplin        | Strafpunkte | Platz  |
| --------------------- | ---------- | ---------------- | ----------- | ------ |
| Emmanuel de Blommaert | Clonmore   | Dressur – Einzel | 135         | 21     |
| Gaston de Trannoy     | Capricieux | Dressur – Einzel | 117         | 17     |

| Athlet                                                             | Pferd                                     | Disziplin                   | Geländeritt | Geländeritt | Querfeldein | Querfeldein | Hindernis     | Hindernis     | Jagdspringen  | Jagdspringen  | Dressur       | Dressur       | Gesamt | Gesamt |
| Athlet                                                             | Pferd                                     | Disziplin                   | Punkte      | Platz       | Punkte      | Platz       | Punkte        | Platz         | Punkte        | Platz         | Punkte        | Platz         | Punkte | Platz  |
| ------------------------------------------------------------------ | ----------------------------------------- | --------------------------- | ----------- | ----------- | ----------- | ----------- | ------------- | ------------- | ------------- | ------------- | ------------- | ------------- | ------ | ------ |
| Paul Convert                                                       | La Sioute                                 | Vielseitigkeit – Einzel     | 10,00       | Erster      | 9,85        | 14.         | 10,00         | Zehnter       | 8,33.         | 14            | DNS           | DNS           | DNF    | DNF    |
| Emmanuel de Blommaert                                              | Clonmore                                  | Vielseitigkeit – Einzel     | 10,00       | Erster      | DSQ         | DSQ         | zurückgezogen | zurückgezogen | zurückgezogen | zurückgezogen | zurückgezogen | zurückgezogen | DNF    | DNF    |
| Gaston de Trannoy                                                  | Capricieux                                | Vielseitigkeit – Einzel     | 10,00       | Erster      | 9,69        | 17.         | 10,00         | Zwölfter      | DSQ           | DSQ           | zurückgezogen | zurückgezogen | DNF    | DNF    |
| Guy Reyntiens                                                      | Beau Soleil                               | Vielseitigkeit – Einzel     | 10,00       | Erster      | DSQ         | DSQ         | zurückgezogen | zurückgezogen | zurückgezogen | zurückgezogen | zurückgezogen | zurückgezogen | DNF    | DNF    |
| Paul Convert Emmanuel de Blommaert Gaston de Trannoy Guy Reyntiens | La Sioute Clonmore Capricieux Beau Soleil | Vielseitigkeit – Mannschaft | 30,00       | Erster      | DSQ         | DSQ         | zurückgezogen | zurückgezogen | zurückgezogen | zurückgezogen | zurückgezogen | zurückgezogen | DNF    | DNF    |

| Athlet                                               | Pferd                         | Disziplin                 | Finale      | Finale |
| Athlet                                               | Pferd                         | Disziplin                 | Strafpunkte | Platz  |
| ---------------------------------------------------- | ----------------------------- | ------------------------- | ----------- | ------ |
| Emmanuel de Blommaert                                | Clonmore                      | Springreiten – Einzel     | 5           | 3      |
| Guy Reyntiens                                        | Beau Soleil                   | Springreiten – Einzel     | 43          | 30     |
| Paul Convert Emmanuel de Blommaert Gaston de Trannoy | La Sioute Clonmore Capricieux | Springreiten – Mannschaft | 60          | 6      |

### Ringen
| Athlet            | Disziplin                                         | Erste Runde         | Zweite Runde       | Dritte Runde    | Vierte Runde    | Fünfte Runde    | Sechste Runde   | Siebte Runde    | Finale                  | Finale                  | Finale                  | Finale   |
| Athlet            | Disziplin                                         | Gegner Ergebnis     | Gegner Ergebnis    | Gegner Ergebnis | Gegner Ergebnis | Gegner Ergebnis | Gegner Ergebnis | Gegner Ergebnis | Match A Gegner Ergebnis | Match B Gegner Ergebnis | Match C Gegner Ergebnis | Platz    |
| ----------------- | ------------------------------------------------- | ------------------- | ------------------ | --------------- | --------------- | --------------- | --------------- | --------------- | ----------------------- | ----------------------- | ----------------------- | -------- |
| Laurent Gerstmans | Schwergewicht (über 82,5 kg) (griechisch-römisch) | Lindstrand Verloren | Backenius Verloren | nicht erreicht  | nicht erreicht  | nicht erreicht  | nicht erreicht  | nicht erreicht  | nicht erreicht          | nicht erreicht          | nicht erreicht          | Zwölfter |

### Rudern
| Athlet                                                                                        | Disziplin                        | Vorlauf    | Vorlauf | Viertelfinale | Viertelfinale | Halbfinale     | Halbfinale     | Finale         | Finale         |
| Athlet                                                                                        | Disziplin                        | Zeit       | Platz   | Zeit          | Platz         | Zeit           | Platz          | Zeit           | Platz          |
| --------------------------------------------------------------------------------------------- | -------------------------------- | ---------- | ------- | ------------- | ------------- | -------------- | -------------- | -------------- | -------------- |
| Polydore Veirman                                                                              | Einer                            | 7:59,2 min | Einer   | 7:45,2 min    | Einer         | 7:41,0 min     | Einer          | 7:56,0 min     | Zweiter        |
| Leonard Nuytens (cox) Georges Van Den Bossche Edmond Vanwaes Guillaume Visser Georges Willems | Vierer mit Steuermann (Ausleger) | 7:15,0 min | Erster  | k. A.         | Zweiter       | nicht erreicht | nicht erreicht | nicht erreicht | nicht erreicht |

### Schwimmen
| Athlet             | Disziplin      | Vorläufe          | Vorläufe          | Viertelfinale  | Viertelfinale  | Halbfinale     | Halbfinale     | Finale         | Finale         |
| Athlet             | Disziplin      | Zeit              | Platz             | Zeit           | Platz          | Zeit           | Platz          | Zeit           | Platz          |
| ------------------ | -------------- | ----------------- | ----------------- | -------------- | -------------- | -------------- | -------------- | -------------- | -------------- |
| Männer             |                |                   |                   |                |                |                |                |                |                |
| Félicien Courbet   | 200 m Brust    | nicht ausgetragen | nicht ausgetragen | 3:12,6 min     | Erster         | 3:11,6 min     | Fünfter        | nicht erreicht | nicht erreicht |
| Félicien Courbet   | 400 m Brust    | nicht ausgetragen | nicht ausgetragen | 6:52,6 min     | Zweiter        | 6:59,8 min     | Vierter        | nicht erreicht | nicht erreicht |
| Oscar Grégoire     | 100 m Rücken   | nicht ausgetragen | nicht ausgetragen | DSQ            | DSQ            | nicht erreicht | nicht erreicht | nicht erreicht | nicht erreicht |
| Herman Meyboom     | 100 m Freistil | 1:15,4 min        | Dritter           | nicht erreicht | nicht erreicht | nicht erreicht | nicht erreicht | nicht erreicht | nicht erreicht |
| Jules Wuyts        | 100 m Freistil | 1:13,6 min        | Vierter           | nicht erreicht | nicht erreicht | nicht erreicht | nicht erreicht | nicht erreicht | nicht erreicht |
| Frauen             |                |                   |                   |                |                |                |                |                |                |
| Athletin           | Disziplin      |                   |                   | Viertelfinale  | Viertelfinale  | Halbfinale     | Halbfinale     | Finale         | Finale         |
| Athletin           | Disziplin      | Ergebnis          | Platz             | Ergebnis       | Platz          | Ergebnis       | Platz          |                |                |
| Claire Guttenstein | 100 m Freistil | nicht ausgetragen | nicht ausgetragen | k. A.          | Fünfte         | nicht erreicht | nicht erreicht | nicht erreicht | nicht erreicht |

### Wasserball
| Athleten | Disziplin | Viertelfinale          | Halbfinale      | Finale          | Hoffnungsrunde Halbfinale | Hoffnungsrunde Finale | Silber Runde 1  | Silber Runde 2   | Spiel um Platz 2 | Platz   |
| Athleten | Disziplin | Gegner Ergebnis        | Gegner Ergebnis | Gegner Ergebnis | Gegner Ergebnis           | Gegner Ergebnis       | Gegner Ergebnis | Gegner Ergebnis  | Gegner Ergebnis  | Platz   |
| --- | --------- | ---------------------- | --------------- | --------------- | ------------------------- | --------------------- | --------------- | ---------------- | ---------------- | ------- |
| Victor Boin Félicien Courbet Herman Donners Albert Durant Oscar Grégoire Jean Hoffman Herman Meyboom Pierre Nijs Joseph Pletincx | Männer    | GBR Verloren 5–7 n. V. | nicht erreicht  | nicht erreicht  | HUN Gewonnen 6–5          | FRA Gewonnen 4–1      | Freilos         | AUT Gewonnen 5–4 | SWE Verloren 2–4 | Dritter |